# A63 (Frankrijk)
De A63 is de nog niet geheel gereed zijnde tolweg tussen Bordeaux in Frankrijk en de Spaanse grens bij Hendaye.
Het gedeelte tussen de afritten 9 en 20, dat tot 2013 genummerd was als N10 is sinds 2014 verbreed naar 2x3 rijstroken, opgewaardeerd tot snelweg en omgenummerd naar A63.
Bij Bayonne is er een knooppunt met de D1/A64 of Les Pyrénéennes richting Toulouse.